# Ruhleben
Ruhleben er et område i det vestlige Berlin, der indgår i bydelene Charlottenburg-Wilmersdorf og Spandau.
Området rummer blandt andet en travbane (indviet 1908), der under Første Verdenskrig blev anvendt som interneringslejr for engelske civilister. I 1920 blev bydelen indlemmet i Stor-Berlin og delt mellem Spandau og Charlottenburg. Området udvikles for alvor i 1920'erne som beboelsesområde, særligt grundt arkitekterne Max Taut og Franz Hoffmanns byggeri af et- og to-plans-huse. I 1929 bliver Ruhleben endestation for U-Bahn-linjen U2. Efter 2. verdenskrig opføres et af Europas største forbrændingsanlæg i et industriområde i Ruhleben, og i 1952 anlægges en større kirkegård i den del af området, der ligger i Charlottenburg-Wilmersdorf.
52°32′N 13°14′Ø / 52.533°N 13.233°Ø